# 김대욱 (1978년)
김대욱(1978년 4월 2일 ~ )은 대한민국의 축구 선수이며, 포지션은 센터백이다.